# Jogos Pan-Armênios
Os Jogos Pan-Armênios (em armênio/arménio:  Համահայկական խաղեր) são um evento poliesportivo, realizado entre competidores da diáspora armênia e da Armênia. O evento consistem em várias competições de esportes individuais e coletivos entre os atletas armênios. A competição acontece em Yerevan, capital da Armênia.

## Elegibilidade
Os Jogos são abertos a portadores do passaporte armênio (independentemente da nacionalidade de origem) e cidadãos de outros países descendentes de armênios. Os cônjuges de descendentes de armênios também podem concorrer.

## História
A ideia de realizar os Jogos Pan-Armênios veio do diplomata soviético Ashot Melik-Shahnazaryan, que primeiro pensou na ideia de organizar jogos universais para todos os armênios durante uma viagem de negócios em 1965 a Brazzaville, República do Congo, que se preparava para participar dos primeiros Jogos Pan-Africanos. Mas como a Armênia era uma república soviética e tal ideia era considerada nacionalista por Moscou, Shahnazaryan teve que esperar até que a Armênia alcançasse a independência para tentar apresentar sua ideia.
Em 1995, Melik-Shahnazaryan anunciou publicamente pela primeira vez suas intenções de criar os Jogos Pan-Armênios enquanto estava em Paris como convidado para os Jogos Mundiais da AGBU (Armenian General Benevolent Union ou, em português, União Geral Benevolente Armeniana). Ele rapidamente ganhou o apoio da diáspora armênia com quem não teve nenhum contato durante os tempos soviéticos. A ideia de organizar eventos esportivos para todos os armênios e o lema do futuro Comitê Mundial "Unidade através do Esporte" foi altamente apoiada por representantes de Homenetmen, AGBU e Homenmen em cidades da diáspora como Los Angeles, Toronto, Montreal, Buenos Aires, Beirute, Paris, Londres e muitos outros.
Durante a reunião de fundação em 30 de abril de 1997, em Yerevan, foi criado o Comitê Mundial dos Jogos Pan-Armênios (WCPAG), com a ajuda dos tradicionais sindicatos armênios da diáspora e da organização cultural-esportiva iraniana-armênia "Ararat". Representantes de organizações estatais e públicas da Armênia, Artsakh e também comunidades armênias do Irã, Argentina, Turquia, Austrália, Alemanha, Canadá, Chipre, França e outros países tornaram-se membros. Ashot Melik-Shahnazaryan foi eleito o primeiro presidente da WCPAG. Ele também se tornou o criador do emblema, taça, medalhas, quase todos os símbolos da organização e também do hino oficial e da música de despedida dos jogos.
Hoje, o WCPAG é uma organização internacional não governamental que colabora com o Comitê Olímpico Internacional (COI), a UNESCO, o Conselho da Europa e outras unidades esportivas internacionais e contribui para o desenvolvimento do esporte na Armênia.

## Os jogos
Os Jogos Pan-Armênios são competições complexas em esportes individuais e coletivos entre atletas da Armênia e atletas de origem armênia de outros países. Os atletas de várias partes do mundo representam as cidades de onde vêm e não países como outros jogos. Os Jogos Pan-Armênios acontecem principalmente em Yerevan, na Armênia. Os esportes praticados durante os jogos são futebol, minifutebol, basquete, vôlei, natação, badminton, tênis, tênis de mesa, xadrez e atletismo.
Os primeiros Jogos Pan-armênios ocorreram de 28 de agosto de 1999 a 5 de setembro de 1999. Delegações de 62 cidades e 23 países participaram dos jogos.
Em 2003, o comitê que organiza os jogos resolveu que os Jogos seriam realizados a cada quatro anos (em vez de uma vez a cada dois anos como era no momento).
Os Jogos são realizados principalmente em Yerevan, na Armênia. No entanto, a cerimônia de abertura dos 7º Jogos Pan-Armênios foi realizada pela primeira vez em Stepanakert, capital da República de Artsakh em agosto de 2019.
|      | Ano  | Data                       | Esportes | Atletas | Cidades (países) |
| ---- | ---- | -------------------------- | -------- | ------- | ---------------- |
| I    | 1999 | 28 de agosto–5 de setembro | 7        | 1 141   | 63 (23)          |
| II   | 2001 | 18–26 de agosto            | 9        | 1 419   | 82 (27)          |
| III  | 2003 | 16–24 de agosto            | 10       | 1 559   | 82 (28)          |
| IV   | 2007 | 18–26 de agosto            | 10       | 1 576   | 94 (28)          |
| V    | 2011 | 13–21 de agosto            | 10       | 3 244   | 125 (33)         |
| VI   | 2015 | 2–13 de agosto             | 17       | 6 352   | 175 (35)         |
| VII  | 2019 | 6–17 de agosto             | 17       | 5 300   | 161 (35)         |
| VIII | 2023 | 5–8 de agosto              | 17       | 7 161   | 179 (41)         |

## Medalhas conquistadas por cidades (top 5)
As medalhas conquistadas pelas cidades
| Cidade      | Ouro | Prata | Bronze | Total |
| ----------- | ---- | ----- | ------ | ----- |
| Yerevan     | 51   | 42    | 47     | 140   |
| Gyumri      | 15   | 12    | 19     | 46    |
| Vanadzor    | 6    | 8     | 4      | 18    |
| Stepanakert | 5    | 4     | 6      | 15    |
| Tbilisi     | 4    | 2     | 2      | 8     |
| Total       | 114  | 113   | 114    | 341   |